# Calomnie
Calomnia este o afirmație mincinoasă și tendențioasă (falsă acuzație) făcută cu scopul de a discredita onoarea sau reputația cuiva. Termenul este sinonim cu cel de defăimare.

## Calomnia în România
Calomnia era incriminată ca infracțiune în România potrivit art. 225 al Codului penal republicat în temeiul art. III din Legea nr. 140/1996 în Monitorul Oficial nr. 65 din 16 aprilie 1997, fiind definită ca „afirmarea sau imputarea în public, prin orice mijloace, a unei fapte determinate privitoare la o persoană, care, dacă ar fi adevărată, ar expune acea persoană la o sancțiune penală, administrativă sau disciplinară, ori disprețului public” și pedepsită cu 10-120 de zile-amendă. Dispozițiile acestui articol au fost abrogate prin art. I pct. 56 din Legea nr. 278/2006 pentru modificarea și completarea Codului penal pe motiv că ar afecta în mod semnificativ libertatea de exprimare a unei persoane, că aplicarea unei pedepse penale este vădit disproporționată față de scopul urmărit prin sancționarea unor astfel de fapte și că persoana lezată are posibilitatea să obțină pe cale civilă repararea prejudiciului suferit.
Curtea Constituțională a României a admis, prin Decizia nr.62/2007, excepția de neconstituționalitate formulată, constatând că dispozițiile art. I pct. 56 din Legea nr. 278/2006 privind modificarea și completarea Codului penal sunt neconstituționale. Disputa apărută în jurisprudență a determinat reacția Înaltei Curți de Casație și Justiție, care a admis un recurs în interesul legii și a stabilit prin Decizia 8/2010 că „Normele de incriminare a insultei și calomniei cuprinse în art. 205 și 206 din Codul penal, precum și prevederile art. 207 din Codul penal privind proba verității, abrogate prin dispozițiile art. I pct. 56 din Legea nr. 278/2006, dispoziții declarate neconstituționale prin Decizia nr. 62/2007 a Curții Constituționale, nu sunt în vigoare”.
Curtea Constituțională a constatat la 29 aprilie 2013 că „dezlegarea dată problemelor de drept judecate prin Decizia ICCJ – Secțiile Unite nr.8/2010 este neconstituțională, contravenind Constituției și Deciziei CCCR nr.62/2007”, afirmând că articolul abrogat își produce în continuare efectele juridice.
Legea nr. 286/2009 privind noul Cod Penal, publicată în Monitorul Oficial nr. 510 din 24 iulie 2009 și intrată în vigoare de la 1 februarie 2014, nu mai incriminează calomnia ca infracțiune.

## Calomnia în Republica Moldova
Republica Moldova se numără printre țările ce au înlăturat pedeapsa penală pentru calomnie, defăimare și insultă, în aliniere cu standardele europene, în 2005. Ulterior a fost modificat articolul 16 al Codului Civil cu privire la defăimare și au fost introduse o serie de criterii ce urmează a fi luate în considerare la stabilirea mărimii compensațiilor financiare pentru cauzarea daunelor morale. 